# Березанка (Черниговский район)
Береза́нка (укр. Береза́нка) — село Черниговского района Черниговской области Украины. Село расположено на реке Замглай.
Код КОАТУУ: 7425583502. Почтовый индекс: 15530. Телефонный код: +380 462.

## История
В 3 километрах к западу от села находилось поселение III—V, X—XIII веков.

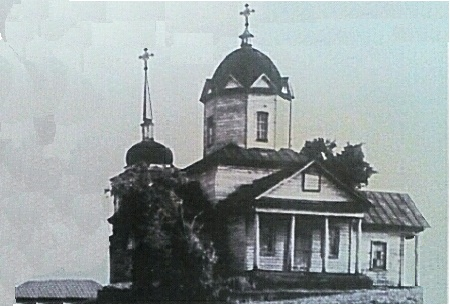
Церковь Рождества Богородицы. Фото 1950-х.

Первое письменное воспоминание о селе Березовка встречается 1665 года на страницах Черниговской переписной книги. Село Березанка, принадлежащая в 1781 году на уряд войта магистрата Черниговского, расстоянием от Брусилова в 7, от Киселёвки в 2, от Лопатина в 2, от Товстолеса в 6 верстах, имеет деревянную церковь во имя Рождества Богородицы. Березанские казаки участвовали в Восстании Богдана Хмельницкого. В 1812 году жители села участвовали в Отечественной войне 1812 года. В 1878 году на месте старой церкви построили новую, тоже деревянную. С 1902 года в Березанке действует первоначальная школа, до которой действовала Церковная школа грамоты. 1 февраля 1918 года провозглашена Советская власть, однако уже 12 марта 1918 года австро-германские войска захватили Чернигов и окружные села, которые вернулись под власть правительства Украинской Народной Республики. Летом 1919 года в Березанке встречали отряды Деникина. 7 ноября 1919 года в село пришли большевики и установили в Советскую власть. В 1930 году был открыт Колхоз. Во время Голодомора в Украине (1932—1933) умерло 32 человека, среди которых 2 умерло от голода. Во время Великой Отечественной войны жители воевали на фронтах, множество из них погибли. С 1957 года существовала футбольная команда «Чайка», занимавшая призовые места на чемпионатах Черниговского района.

## Церковь Рождества Богородицы

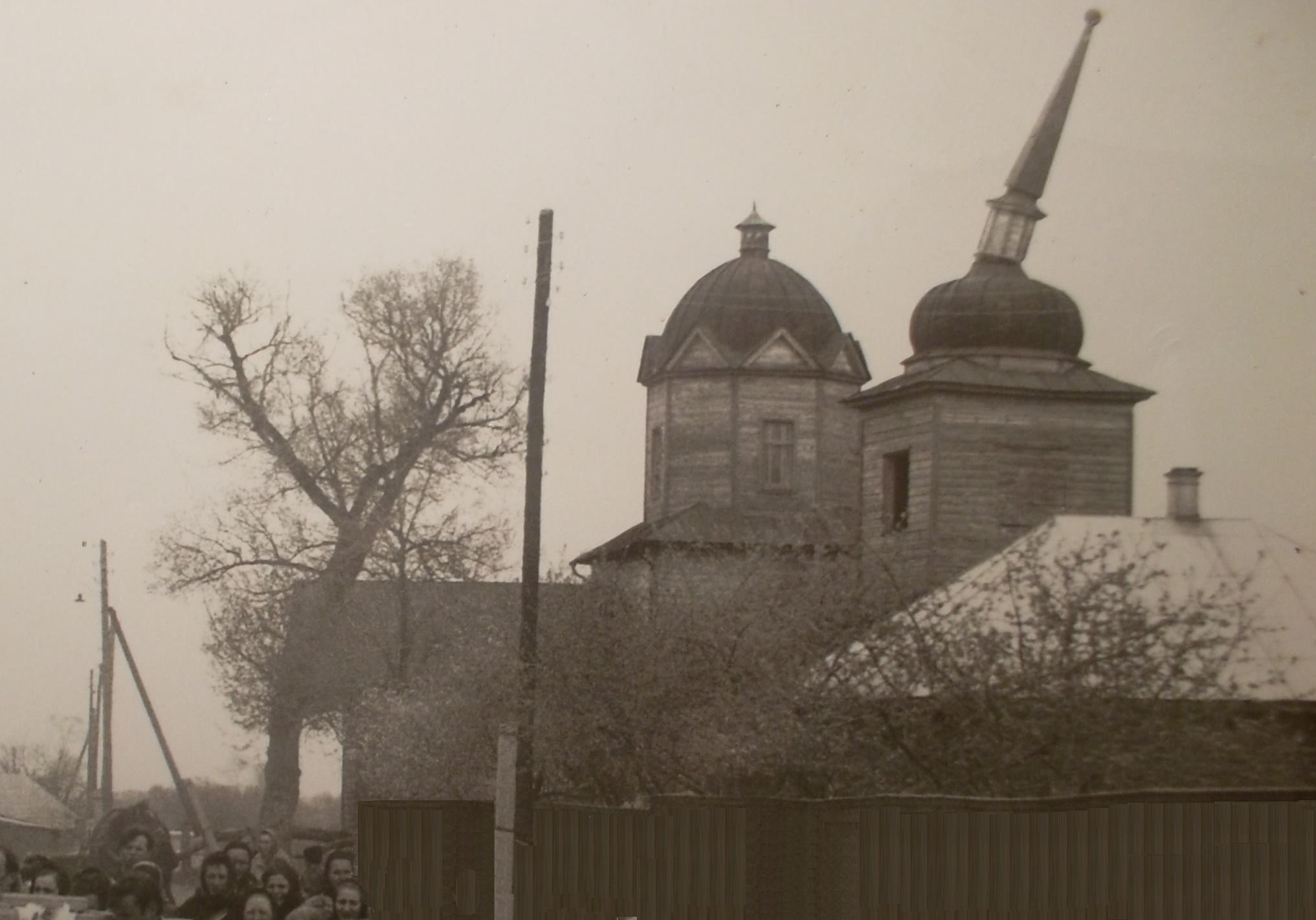
Церковь. Фото 8 мая 1978 года

Впервые Церковь Рождества Богородицы села Березанка письменно воспоминается в описях 1665 года. Точной даты постройки первой церкви не известно. В 1878 году на месте старой церкви построено новую, тоже деревянную, которую впоследствии весной 1980 года разрушат коммунисты. Церковь закрыли в 1964 году. С того времени и до разрушения здание исполняло функцию зерносклада.

## Власть
Орган местного самоуправления — Киселёвский сельский совет. Почтовый адрес: 15530, Черниговская обл., Черниговский район, с. Березанка, ул. Молодёжная, 10

## Галерея

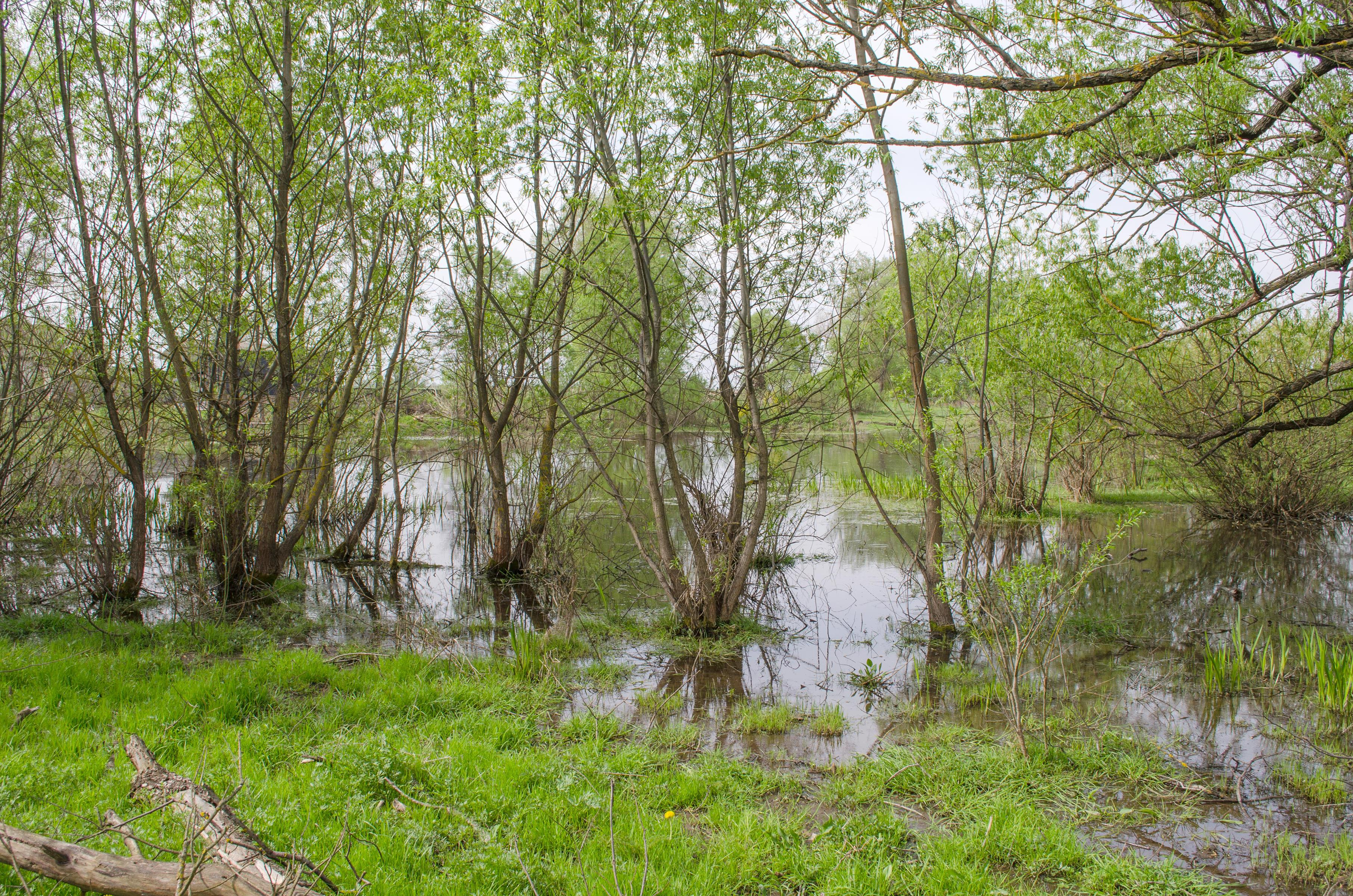
Река Замглай
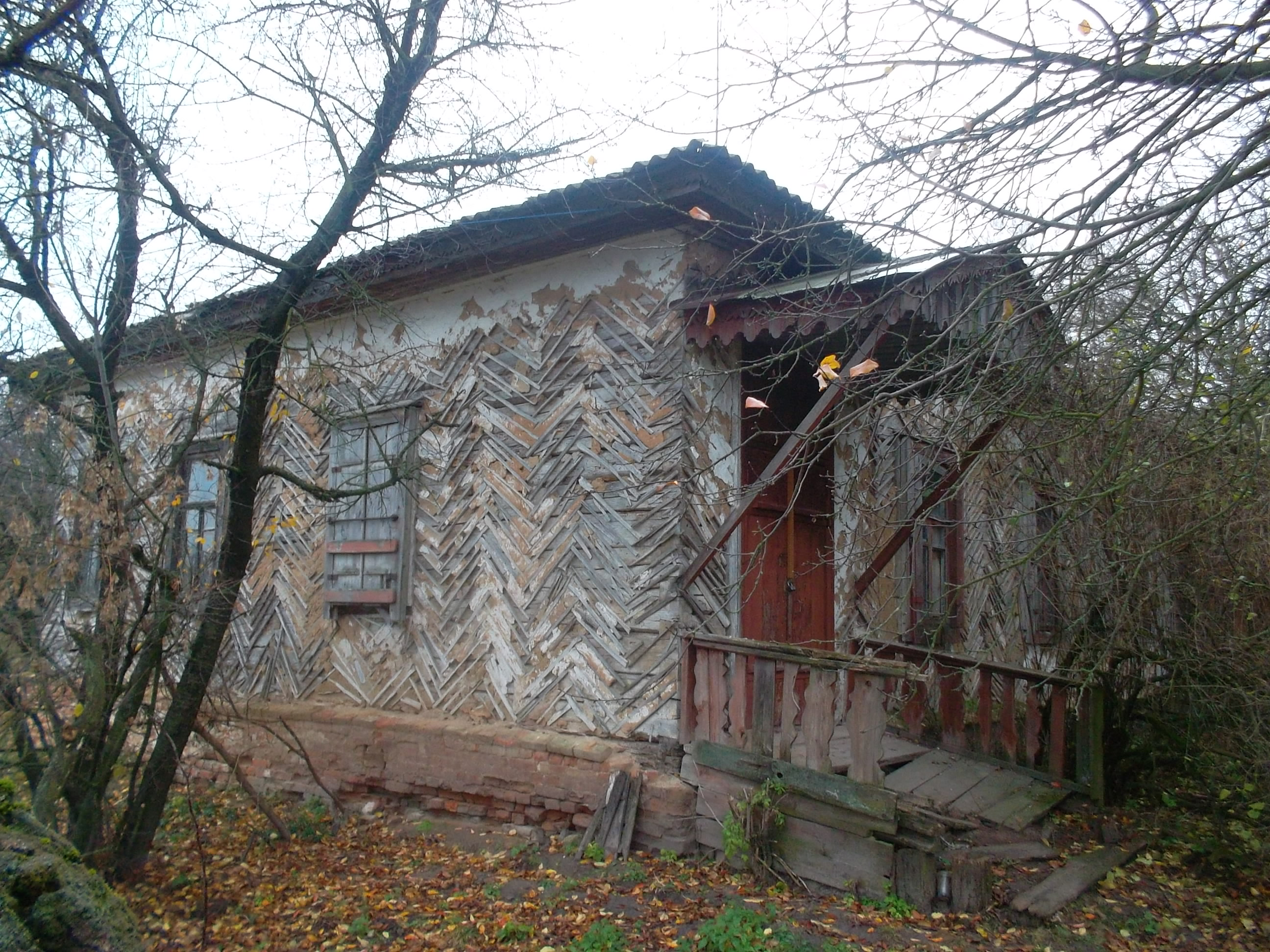
Здание начальной школы
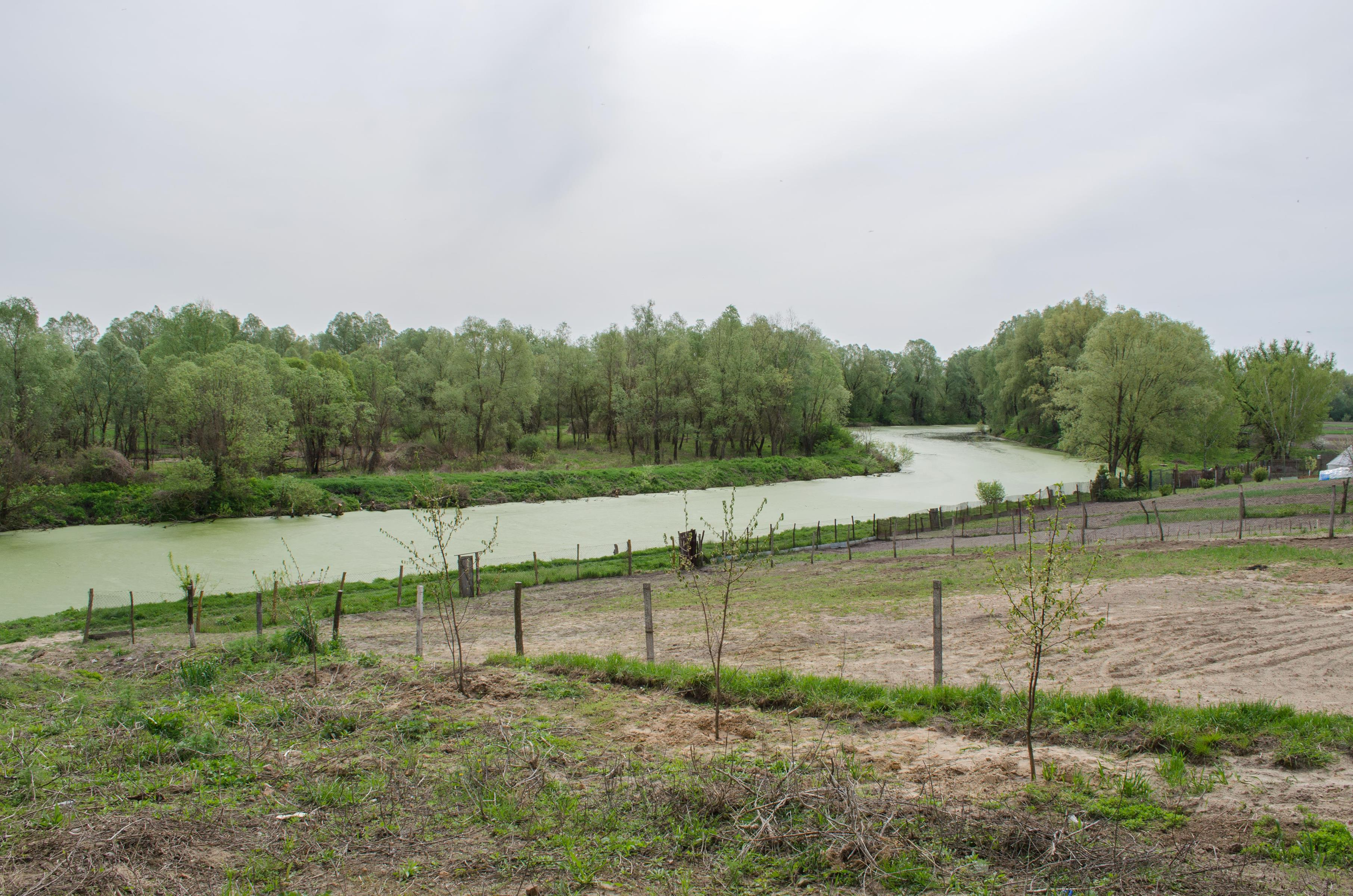
Река Замглай
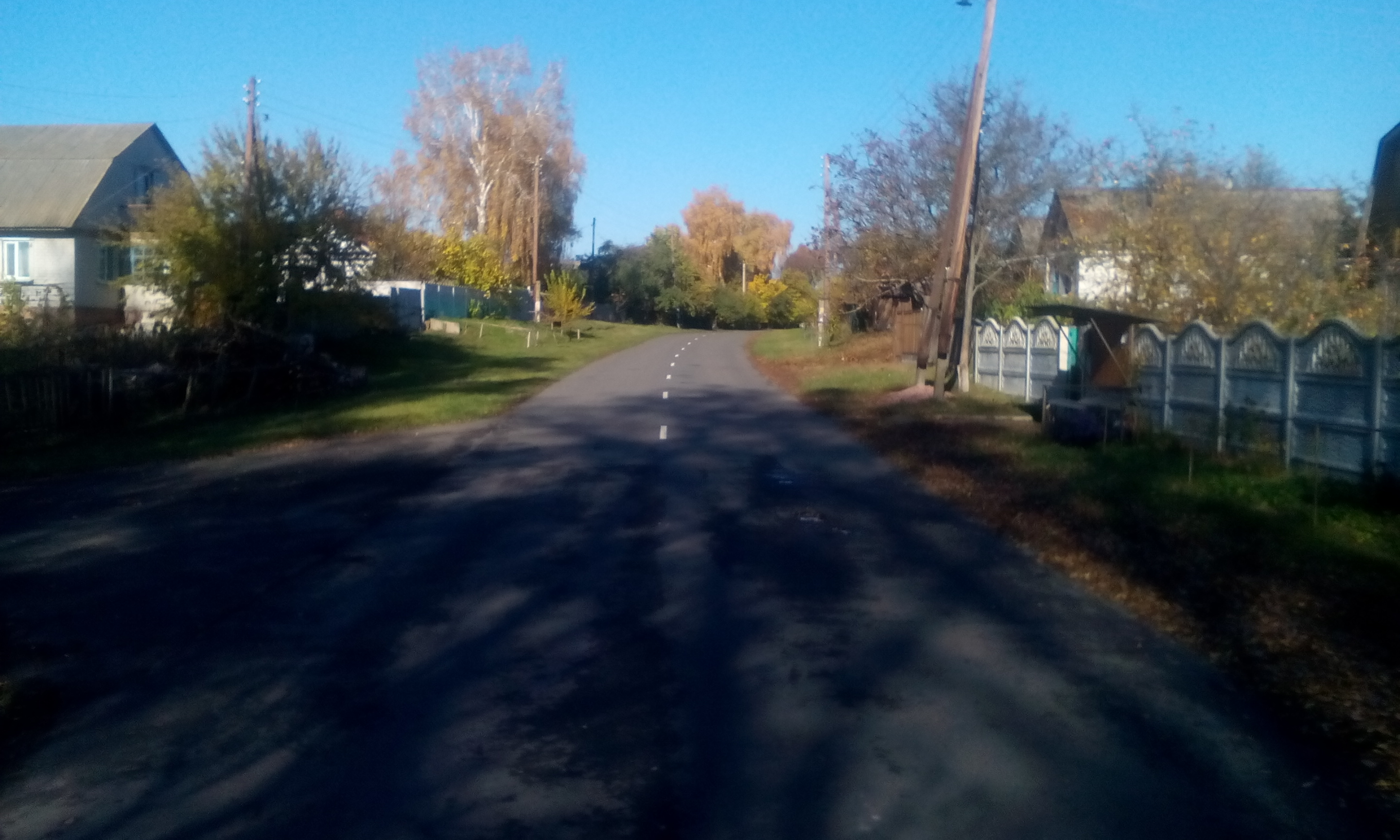
Сиверская улица
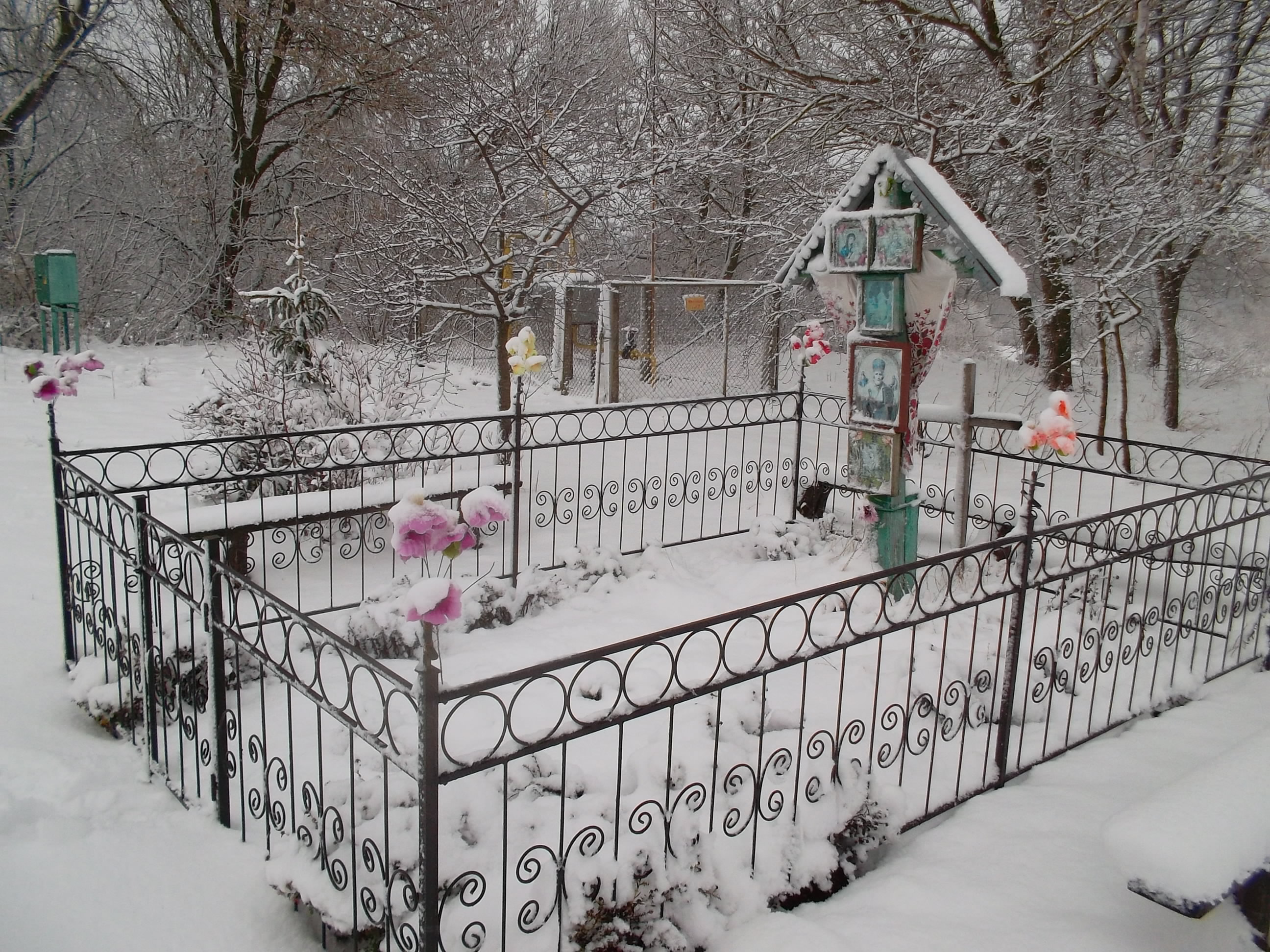
Памятный крест на месте разрушенной церкви